# 广州织金彩瓷工艺厂
广州织金彩瓷工艺厂位于广州市荔湾区冲口街芳村大道东31号。占地面积约20000平方米，该厂是广州特有的釉上彩瓷艺术品生产厂家。据清末刘子芬著《竹园图记》：“清代中叶，欧土重华瓷，我国商人于景德镇烧造白器运至粤垣，另雇工匠仿照西洋画加以彩绘，于珠江南岸之河南开炉烘染制成彩瓷，然后售之西商，称广彩者也”。到二十世纪初才出现瓷厂。1947年因金融动荡，全部迁往港澳，1956年重新组建，在天成路96号生产彩瓷，1957年转由市工艺美术专业联社接管并建织金彩瓷工艺厂，1958年迁往市大德路160号，1976年迁往芳村至今。广彩瓷以西红、大绿、矾红为主色，兼以黄、蓝、粉红；类型有：花瓶、鱼缸，首饰金、瓷版中、西餐具、茶具、咖啡具、文具等。
1980年代，随着中国体制改革开放，外商纷纷前来订货，经济效益直线上升。主要的外商以西亚和非洲国家为主。由于生产货源需求量大，原厂有部份退休人员开办工厂并以私营企业经营方式，与旅游公司挂钩给予比广州织金彩瓷工艺厂更高的介绍费与之竞争，令广州织金彩瓷工艺厂的生产经营走向低谷。由于私人办厂，受场地、工艺、技术指标等的限制，因产品质量差而一度降低彩瓷对外商的吸引力，尽管后期外商要求高质量的产品，订货再从私营中转回广州织金彩瓷工艺厂，但受前段时期经营亏损的冲击，工厂大部分经营管理者和技术人员、技术工人大量流失，加上受国营企业各种体制的限制，已无法从低谷中攀升，到九十年代末已是名存亡，一线的生产工人大部分由“外来工”担纲，质量已无法与过去相提并论。近年该厂开始实行体制改革，力求重振昔日辉煌。
该厂近年获奖产品主要有：1988年花篮牌广州织金彩瓷获中国工艺美术品百花奖银奖；1990年花篮牌织金瓷获首届全国轻工业博览会金奖；2003年十二金钗中国礼品设计大赛工艺类金奖；2003年十二花神获首届中国礼品设计大赛工艺类银奖。
广彩著名艺人有：刘瑞兴、谭炎，作品有《最后的晚餐》、《唐明皇击球图》、《苏东坡游承天寺》享誉巴拿马博览会。
该厂现有工艺师场桂声，擅长花卉彩绘工艺。